# یواس‌اس کلناسمیت

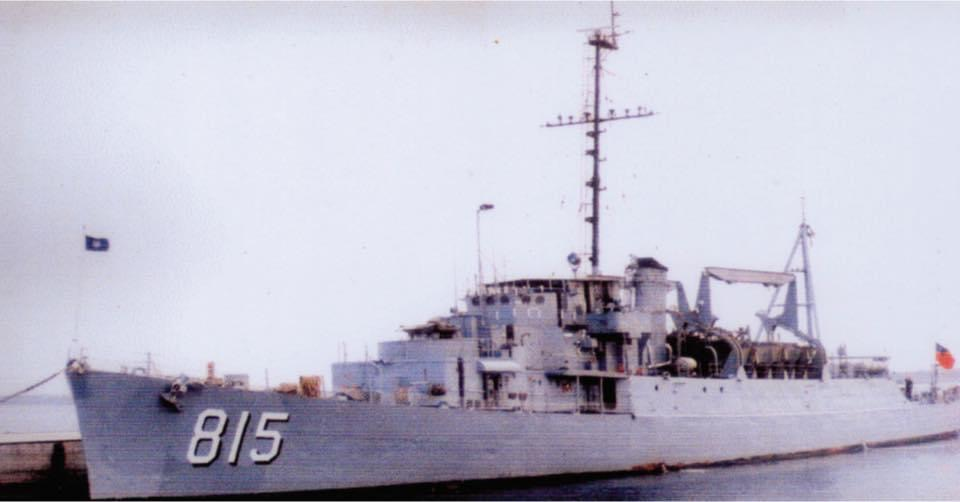
کشتی دریایی یواس‌اس کلناسمیت

یواس‌اس کلناسمیت ممکن است به یکی از موارد زیر اشاره داشته باشد:
- یواس‌اس کلناسمیت (ای‌پی‌دی-۱۳۴)
- یواس‌اس کلناسمیت (دی‌یی-۳۷۶)